# 638. pehotni polk (Wehrmacht)
Za druge 638. polke glejte 638. polk.
638. pehotni polk (izvirno nemško Infanterie-Regiment 638) je bil eden izmed pehotnih polkov v sestavi redne nemške kopenske vojske med drugo svetovno vojno.
Polk je znan tudi kot 638. okrepljeni francoski pehotni polk.

## Zgodovina
Polk je bil ustanovljen 21. februarja 1942 iz Francoske prostovoljne legije (LVF). Dodeljen mu je bil še 638. artilerijski bataljon.
Poleti 1942 sta bila štab in II. bataljon razpuščena, medtem ko sta I. in III. bataljon ostala kot samostojni enoti.
15. oktobra 1942 je bil polk preimenovan v 638. grenadirski polk.